# 서울신도림초등학교
서울신도림초등학교(서울新道林初等學校)는 대한민국 서울특별시 구로구 신도림동에 있는 공립 초등학교로, 이 학교는 1982년 10월 22일에 개교되었다.

## 학교 연혁
- 1982년 10월 22일 서울신도림초등학교 개교
- 2001년 3월 1일 신미림초등학교 분리(649명 이관)
- 2002년 7월 10일 야외학습장 및 주민 쉼터 개장
- 2013년 9월 1일 제12대 김재길 교장 부임
- 2013년 9월 25일 급식실 및 학생식당(맛샘터) 개관
- 2013년 11월 18일 국기게양대 이전, 등굣길 자연의 문 개방
- 2014년 3월 27일 방과후학교센터 개관
- 2016년 2월 4일 꽃샘터 개장
- 2016년 10월 6일 꿈+핀자리 학교벽화 완성
- 2016년 12월 19일 새마음동 출입문 친환경 도장 공사
- 2016년 12월 26일 방송실 및 관리실 환경개선공사
- 2017년 6월 21일 과학실 현대화
- 2017년 9월 26일 운동장 축구수로관 및 그레이팅 설치
- 2017년 11월 24일 교내 비상벨 13개 설치
- 2017년 11월 27일 각 교실 공기정화기 설치
- 2018년 2월 9일 제35회 졸업식(167명)
- 2018년 3월 2일 45학급 편성(일반 43, 특수 2)
- 2018년 6월 18일 꿈나눔터(북카페) 신축 개관
- 2018년 6월 22일 세면대 및 싱크대 신축 공사
- 2018년 6월 29일 학부모 회의실 현대화, 화단 물공급 설비 공사
- 2018년 8월 20일 학교 도서실 리모델링 공사
- 2018년 8월 23일 학교 후문 환경개선 공사
- 2018년 12월 11일 학교 LED 교체 공사
- 2019년 1월 28일 어린이 놀이시설 바닥 보수공사
- 2019년 2월 14일 제36회 졸업식(174명)
- 2019년 3월 4일 45학급 편성(일반 43, 특수 2)
- 2019년 3월 18일 복도 핸드레일 설치공사
- 2019년 4월 24일 운동장 스프링클러 설치공사
- 2019년 9월 1일 제14대 이경림 교장 부임
- 2019년 9월 25일 구령대, 담장, 연결통로 환경개선공사
- 2019년 12월 9일 소방비상방송 설비 개선

## 학교 상징
- 교화(校花) - 모란 : 꽃송이가 크고 아름다우며 탐스러운 모란처럼 신도림 어린이들도 항상 밝고 아름다운 마음을 가꾸어 장래 우리나라의 희망이 되길 바라는 뜻이 담겨 있음. 근데 학교 내 자료에서는 목련이라고 써놓은 것도 있다. 엄연히 다른데 구분을 제대로 하지 않는 것이다.
- 교목(校木) - 은행나무 : 은행나무의 곧은 줄기는 신도림 어린이의 씩씩한 기상을 나타내고, 무성한 잎은 건강함을, 노란 열매는 결실을 뜻한다. 이는 신도림 어린이들이 건강하고 씩씩하게 자라서 장래 우리 나라의 큰 일꾼이 되기를 바라는 뜻이 담겨 있다.

## 참고 자료
- 서울신도림초등학교 - 한국교육학술정보원 학교알리미